# Dydak z Alkali
Dydak z Alkali, właśc. hiszp. Diego de Alcalá (ur. 1400 w San Nicolás del Puerto w Andaluzji, zm. 12 listopada 1463 w Sewilli) – hiszpański brat zakonny, franciszkanin, święty Kościoła katolickiego; przedstawiciel tzw. reformy obserwanckiej w łonie zakonu franciszkańskiego w XIV i XV wieku.
Był najpierw tercjarzem franciszkańskim, pracował w swoim rodzinnym kościele parafialnym w ogrodzie i wykonując inne posługi. Zarobionymi pieniędzmi dzielił się z ubogimi. Następnie wstąpił do franciszkanów w klasztorze w Arizal koło Kordoby. Złożył śluby wieczyste. Posiadał dar mówienia o Bogu, dzięki któremu przyciągał wielu nawet uczonych teologów.
Przez osiem lat pracował jako misjonarz na Wyspach Kanaryjskich. Do Hiszpanii wrócił w 1449. W 1450 wziął udział w kanonizacji św. Bernardyna ze Sieny w Rzymie. Podczas epidemii przebywał w klasztorze w Aracoeli na Kapitolu. Miał uzdrawiać chorych, namaszczając ich rany oliwą, która pochodziła z lampek płonących przed ołtarzem Matki Bożej.
Gdy wrócił do Hiszpanii przebywał w Alkali, gdzie widziano w nim cudotwórcę. Zmarł trzymając krucyfiks 12 listopada 1463.
Jego ciało nie ulega rozkładowi i nadal wydziela przyjemną woń.
Kanonizował go Sykstus V, papież franciszkanin, 2 lipca 1588. Jest wspominany w kalendarzu liturgicznym Kościoła katolickiego, przede wszystkim przez franciszkanów 15 listopada (w wielu krajach 13 kwietnia); czczony w Hiszpanii i Ameryce Łacińskiej. Św. Dydak jest patronem braci zakonnych oraz sycylijskiej Canicattì. Od jego imienia wzięła swą nazwę misja franciszkańska w Kalifornii, która później rozwinęła się w istniejące dziś miasto San Diego.